# Scaphocalanus acutocornis
Scaphocalanus acutocornis is een eenoogkreeftjessoort uit de familie van de Scolecitrichidae. De wetenschappelijke naam van de soort is voor het eerst geldig gepubliceerd in 1987 door Vyshkvartzeva.